# Бандикутові
Бандикутові (Peramelidae) — родина сумчастих ссавців, що містить 6 сучасних родів і 21 сучасний вид, що проживають в Австралії, Новій Гвінеї й прилеглих островах. 
У результаті винищування їхня чисельність значно зменшилася. Із 18 живих видів наведених на вебсайті МСОП 5 є уразливими (VU), 3 — під загрозою вимирання (EN), для 1 — даних недостатньо (DD). Загрозами є перетворення середовища проживання, інтродуковані хижаки (насамперед лисиці й коти), зміна режиму вогню, полювання.

## Характеристика
| Зубна формула |
| ------------- |
| I5 C1 P3 M4   |
| I3 C1 P3 M4   |

Бандикутові — невеликі тварини (100 г — 5 кг), що живуть на поверхні землі. Мають довгу морду. Їхні задні лапи довші, ніж передні, через що пересування схоже на заяче. Кігті на передніх лапах використовуються для риття землі в пошуках їжі. 
Бандикутові живуть поодинці й активні переважно в нічний час. Вони всеїдні, і до їхньої їжі входять комахи, невеликі хребетні і рослинний матеріал. Представники мають невеликі розміри (розмір пацюка чи кролика), живуть в Австралії і Новій Гвінеї. День проводять у гніздах з гілок, трави й листя, розміщених у покинутих іншими тваринами норах, порожнистих колодах, гущавині, між коренями.

## Систематика
Бандикутові поділяються на три підродини, відмінними ознаками яких є форма черепа, а також різні ареали.
- Австралійські бандикути (Peramelinae) мешкають у посушливих регіонах і мають більш плескатий череп. До них належать два сучасні роди й один вимерлий:
  - Isoodon
  - Бандикут (Perameles)
  - Crash †
- Перориктові (Peroryctinae) з одним родом Peroryctes живуть перш за все в тропічних лісах і мають циліндричний череп. Це підродина містить 2 види.
- Ехіміперові (Echymiperinae) — підродина, яка містить три роди з Новогвінейського регіону: Echymipera, Microperoryctes, Rhynchomeles

## Роди
На основі Nowak, 1999:
| Фото | Назва           | Параметри | Середовище проживання | Спосіб життя |
|      | Peroryctes      | Довжина голови й тулуба 175–558 мм, довжина хвоста 110–335 мм, вага 650–4900 г. Волосяний покрив зверху темно-коричневий, знизу — білий чи майже білий, жовтувато-коричневий чи коричнювато-жовтий. У них витягнута морда, відносно невеликі вуха, довгі задні лапи та довгий не чіпкий хвіст. | Острови Нова Гвінея та Япен. Населяють переважно гірські ліси.                                                                                         | Це нічні наземні тварини, що будують гнізда з гілочок або трави на землі, живуть поодинці. Всеїдні, харчуються комахами та дрібними хребетними, а також фруктами. Після періоду вагітності ≈ 15 днів народжується від одного до шести дітей. |
|      | Microperoryctes | Довжина голови й тулуба 150–303 мм, довжина хвоста 105–258 мм, вага ?–670 г. Волосяний покрив густий і м'який. Вуха малі. Мордочка загострена. | Острів Нова Гвінея. Населяють первинні ліси. | Будують гнізда між коренів у основі дерев. Швидше за все, всеїдні, харчуються дрібними тваринами та фруктами. Ймовірно, живуть поодиноко. Самиці з 1–4 дитинчатами зустрічаються майже цілий рік. |
|      | Rhynchomeles    | Довжина голови й тулуба 245–330 мм, довжина хвоста 105–130 мм, вага ? г. Волосяний кучерявий, блискучий, неколючий, темно-шоколадно-коричневого кольору зверху і знизу з білим вкрапленням на грудях. Хвіст чорнувато-коричневий і майже голий. Мордочка довга. Вуха малі, овальної форми. | Острів Серам, Індонезія. Населяє гірські тропічні ліси.                                                                                                | Про спосіб життя цієї тварини нічого не відомо. |
|      | Echymipera      | Довжина голови й тулуба 200–500 мм, довжина хвоста 50–125 мм (часто хвіст буває відсутній (ймовірно легко відламується)), вага 400–2250 г. Волосяний покрив грубий, колючий; зверху забарвлений у червонуватий, коричнюватий або чорний колір; нижня сторона світліша, сіра чи світло-коричнева. Мордочка подовжена. Вуха малі. | Острів Нова Гвінея й довколишні острови, архіпелаг Бісмарка, Квінсленд. Населяють тропічні ліси.                                                       | Живуть поодинці. Вдень сплять у гніздах з листя, трави та гілок між у порожніх колодах, у хащах чи в норах на землі. Всеїдні; споживають плоди, комах, черв'яків і равликів. Самиці можуть народжувати до трьох разів на рік. Народжується від 1 до 3 дитинчат. |
|      | Isoodon         | Довжина голови й тулуба 210–470 мм, довжина хвоста 80–215 мм, вага 260–3100 г. Волосяний покрив грубий і блискучий; верх — суміш чорнувато-коричневого й оранжевого чи жовтого; низ жовтувато-сірий, жовтувато-коричневий чи білуватий. Мордочка досить видовжена, але широка. Вуха короткі й округлі. Хвіст короткий. Сумка добре розвинена, відкривається назад. | Австралія, південь Нової Гвінеї, довколишні острови. Населяють різноманітні місця проживання (відкриті ліси, чагарники, луки поблизу боліт чи водойм). | Живуть поодинці. Ведуть нічний спосіб життя, а вдень сплять у гніздах з гілок, трави й листя на землі, часто в норах або в порожнинах стовбурів дерев. Всеїдні; споживають комах, черв'яків, плоди, насіння, гриби. Народжують цілий рік (у теплих регіонах). Народжується від 2 до 8 дитинчат.                                                                           |
|      | Perameles       | Довжина голови й тулуба 200–425 мм, довжина хвоста 75–170 мм, вага 190–19000 г. Волосяний покрив складається переважно з грубих, окремих волосків; верх — сірого, світло-коричневого з легким рожевим відтінком, тьмяно помаранчевого, жовтувато-коричневого, сіро-коричневого чи сірого забарвлення; низ білий чи білуватий. У всіх видів, крім P. nasuta є поперечні чи діагональні темні й світлі смуги на спині й крупі. Мордочка довга й звужена. Вуха загострені. | Австралія, Тасманія, довколишні острови. Населяють дощові й склерофітні ліси, рідколісся й відкриті місцевості, пустища й дюнну рослинність, поля.     | Будують гнізда з гілочок, листя і перегною на поверхні землі чи використовують занедбані нори кроликів чи порожнисті колоди. Живуть поодинці. Ведуть нічний спосіб життя. Переважно комахоїдні, додатково споживають хробаків, равликів, ящірок, мишей і рослинний матеріал. Народжують цілий рік (у деяких регіонах). Народжується зазвичай 2 чи 3, рідше до 5 дитинчат. |